# Al „Lash“ LaRue
Al „Lash“ LaRue (eigentlich Reu Alfred Wilson; * 15. Juni 1917 in Watervliet, Michigan; † 21. Mai 1996 in Burbank, Kalifornien) war ein US-amerikanischer Schauspieler, der in vielen B-Western mitspielte. Den Namen „Lash“ verdankte er seinem Talent im Umgang mit einer Bullenpeitsche, was ihm auch den Titel „King of the Bullwhip“ einbrachte.

## Leben
Nachdem er die Militärschule absolviert hatte, besuchte er ein College in Long Beach (Kalifornien), wo er neben Jura auch Theaterwissenschaften studierte, um sein Lispeln und Stottern in den Griff zu bekommen. Nach dem Studium schlug er sich eine Zeitlang als Friseur durch und bemühte sich um eine Rolle beim Film. Viele Regisseure lehnten ihn in den 1940er-Jahren aber vor allem deshalb ab, weil er Humphrey Bogart zu ähnlich sah. 1945 wurde er, nach einigen kleinen Nicht-Western-Rollen für Universal Pictures, von Robert Tansey für eine den Star des Films, Eddie Dean, unterstützende Rolle des „Cheyenne Kid“ im PRC-Film Song of Old Wyoming verpflichtet, für welchen Film LaRue sein Markenzeichen entwickelte. Darauf folgte eine Rolle als bereuender Verbrecher im Dean-Programmfilm Caravan Trail und ein dritter in dieser Reihe, Wild West (beide 1946).
Neben seinem Sidekick „Fuzzy“ Al St. John bekam LaRue seine eigene B-Western-Serie, in der er sein schwarzes Kostüm, seine Peitsche und ein schwarzes Pferd als Markenzeichen kreierte und die bis 1952 22 Filme umfassen sollte, deren Produktion von PRC über Eagle-Lion und Screen Guild (später Realart) übernommen wurden. Anfangs spielte LaRue noch „Cheyenne Kid“, später eine Figur seines eigenen (Kunst)Namens. Viele Aufnahmen dieser Filme waren Stock Footage oder wurden wiederverwendet.
In Deutschland waren diese rund einstündigen Filme kaum in ihrer Originalversion zu sehen, sondern oftmals als Paket zweier (oder dreier Filme) zu einem abendfüllenden Werk zusammengeschnitten zu sehen, weshalb die Zuordnung deutscher Titel (die meist Fuzzy in den Vordergrund stellten oder den Kosenamen „Lassy La Rue“ erfanden) zu den Originaltiteln auch nur begrenzt sinnvoll ist.
1953 wechselte LaRue zum Fernsehen, wo er die 15-minütige, viermonatige Serie Lash of the West übernahm, die mehrteils aus Ausschnitten seiner Filme bestand. Neben Gastrollen in anderen Fernsehserien (wie mehrfach in Roy Bean, ein Richter im Wilden Westen und als „Sheriff Johnny Behan“ in Wyatt Earp greift ein 1958) war LaRue nur selten zu sehen, bis er in den 1980er Jahren einige niedrig budgetierte Filme mit Bezug zu seiner alten Karriere übernahm.
Ab den 1970er Jahren war LaRue auf zahllosen Western-Versammlungen und Filmfan-Treffen zu Gast. Er starb nach mehreren Herzoperationen im Mai 1996.

## Comics
Von 1949 bis 1954 erschienen 46 Ausgaben einer Comicreihe, die als Titel den Namen des Schauspielers trug, mit Fotocovern und nach dreimonatiger Pause bei einem neuen Verlag mit weiteren 38 Ausgaben bis ins Jahr 1961.

## Filmografie (Auswahl)*
- 1945: The Master Key
- 1947: Fuzzy, Räuber und Banditen (Law of the Lash)
- 1947: Fuzzy der Banditenkiller (Border Feud)
- 1947: Fuzzy sieht Gespenster (Pioneer Justice)
- 1947: Fuzzy räumt auf (Ghost Town Renegades)
- 1947: Fuzzy gegen Tod und Teufel (Return of the Lash)
- 1947: Fuzzy der Teufelskerl (Cheyenne Takes Over)
- 1947: Fuzzy rechnet ab (Fighting Vigilantes)
- 1948: Fuzzys Abenteuer (Stage to Mesa City)
- 1948: Lassy LaRoc, der Mann mit der Peitsche, 4. Teil – Von Banditen befreit (Dead Man's Gold)
- 1948: Lassy LaRoc, der Mann mit der Peitsche, 2. Teil – Gesetzloses Land (Mark of the Lash)
- 1948: Fuzzy und die bösen Buben (Frontier Revenge)
- 1949: Lassy LaRoc, der Mann mit der Peitsche, 1. Teil – Im Auftrag des Sheriffs (Outlaw Country)
- 1949: Lassy LaRoc, der Mann mit der Peitsche, 3. Teil – Der Rächer von Mexico (Son of Billy the Kid)
- 1950: Gauner, Gangster, schöne Mädchen (The Daltons’ Women)
- 1950: Fuzzy und der Peitschenheini (King of the Bullwhip)
- 1951: Fuzzy und der Kutschentrick (The Thundering Trail)
- 1951: Mit Peitsche und Pistole (The Vanishing Outpost)
- 1951: Kampf um die Silbermine (The Black Lash)
- 1951: Die Todespeitsche (The Frontier Phantom)
- 1986: Höllenfahrt nach Lordsburg (Stagecoach) (Fernsehfilm)
- 1987: Alien Outlaw
- 1990: Zwei Asse schlagen zu (Pair of Aces) (Fernsehfilm)

- die Filme bis 1951 sind meist Zusammenschnitte mehrerer Originalfilme, der angegebene Originaltitel ist einer von diesen